# Kurt Russ
Kurt Russ (Langenwang, 23 novembre 1964) è un allenatore di calcio ed ex calciatore austriaco, di ruolo difensore, tecnico del Turbine Potsdam.

## Palmarès
- Coppa d'Austria: 1

Wacker Innsbruck: 1992-1993